# Khanh
Khanh (tiếng Trung: 卿) hay Quan khanh (tiếng Trung: 卿) là chức quan trong lịch sử phương Đông thời cổ đại.

## Lịch sử
Thời Thương Chu có chức quan Khanh sĩ, quản lý triều chính. Đến thời Tần Hán, các quan viên đứng đầu một cơ quan chủ yếu gọi là Khanh, gồm chín chức vụ gọi chung là Cửu khanh, gồm: Phụng thường (Thái thường), Lang trung lệnh (Quang lộc huân), Vệ úy, Thái bộc, Đình úy, Điển khách (Đại sự lệnh, Đại hồng lư), Tông chính, Trị túc nội sử (Đại tư nông), Thiếu phủ. Trụ sở của Cửu khanh cũng được gọi là Cửu tự.
Từ thời Tam Quốc tới Tùy Đường, quyền lực của Cửu khanh (sau là Thập nhị khanh) bị suy yếu. Thời Bắc Tề, các chức Cửu khanh được thống nhất đổi tên thành các Tự, gồm: Tông chính tự, Thái thường tự, Quang lộc tự, Hồng lư tự, Tư nông tự, Thái phủ tự, Vệ úy tự, Thái bộc tự, Đại lý tự. Quan viên đứng đầu các Tự là một viên Khanh (thường gọi là Tự khanh), cấp dưới gồm Thiếu khanh, Chủ bộ,... Hệ thống Cửu tự (sau là Ngũ tự) từ đó thoát ly khỏi Cửu khanh.

## Ở Việt Nam
Thời Nguyễn: 
- Đại lý tự khanh, Thái thường tự khanh, trật Chánh tam phẩm.
- Thượng bảo tự khanh, Thái bộc tự khanh, Quang lộc tự khanh, trật Tòng tam phẩm.
- Hồng lô tự khanh, trật Chánh tứ phẩm.
- Thượng bảo tào

Thuộc cấp của chức Khanh là Thiếu khanh.